# Srubec
Srubec (jusqu'en 1924 : Strubec ; en allemand : Strubs) est une commune du district de České Budějovice, dans la région de Bohême-du-Sud, en République tchèque. Sa population s'élevait à 2 975 habitants en 2023.

## Géographie
Srubec se trouve à 6 km au sud-est du centre de České Budějovice et à 126 km au sud de Prague.
La commune est limitée par České Budějovice à l'ouest et au nord-ouest, par Dobrá Voda u Českých Budějovic au nord, par České Budějovice au nord-est et au sud, par Ledenice au sud-est et au sud, et par Staré Hodějovice au sud.

## Histoire
La première mention écrite du village date de 1439.

## Administration
La commune se compose deux sections :
- Srubec
- Stará Pohůrka

## Galerie

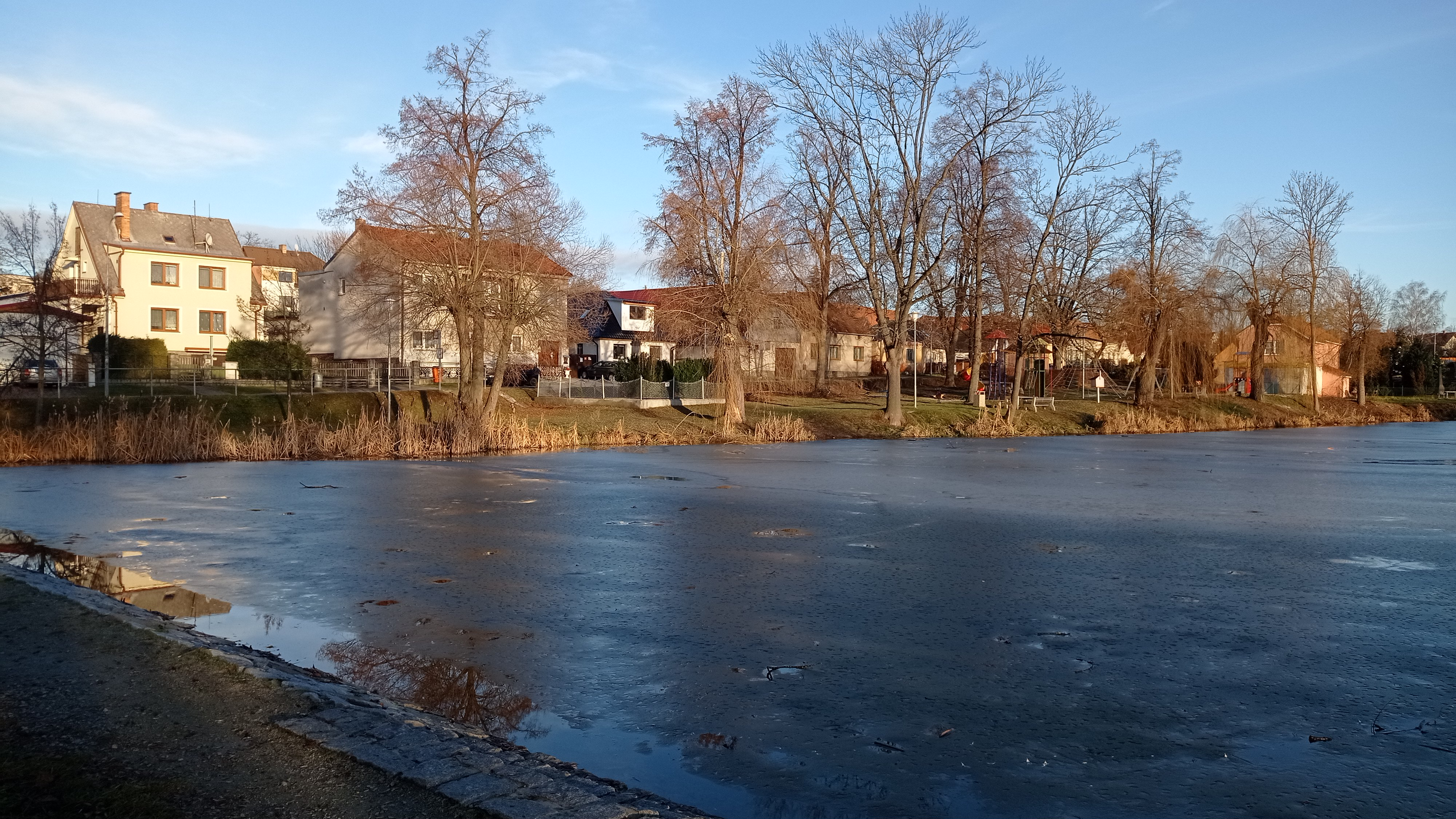
Centre de Srubec.
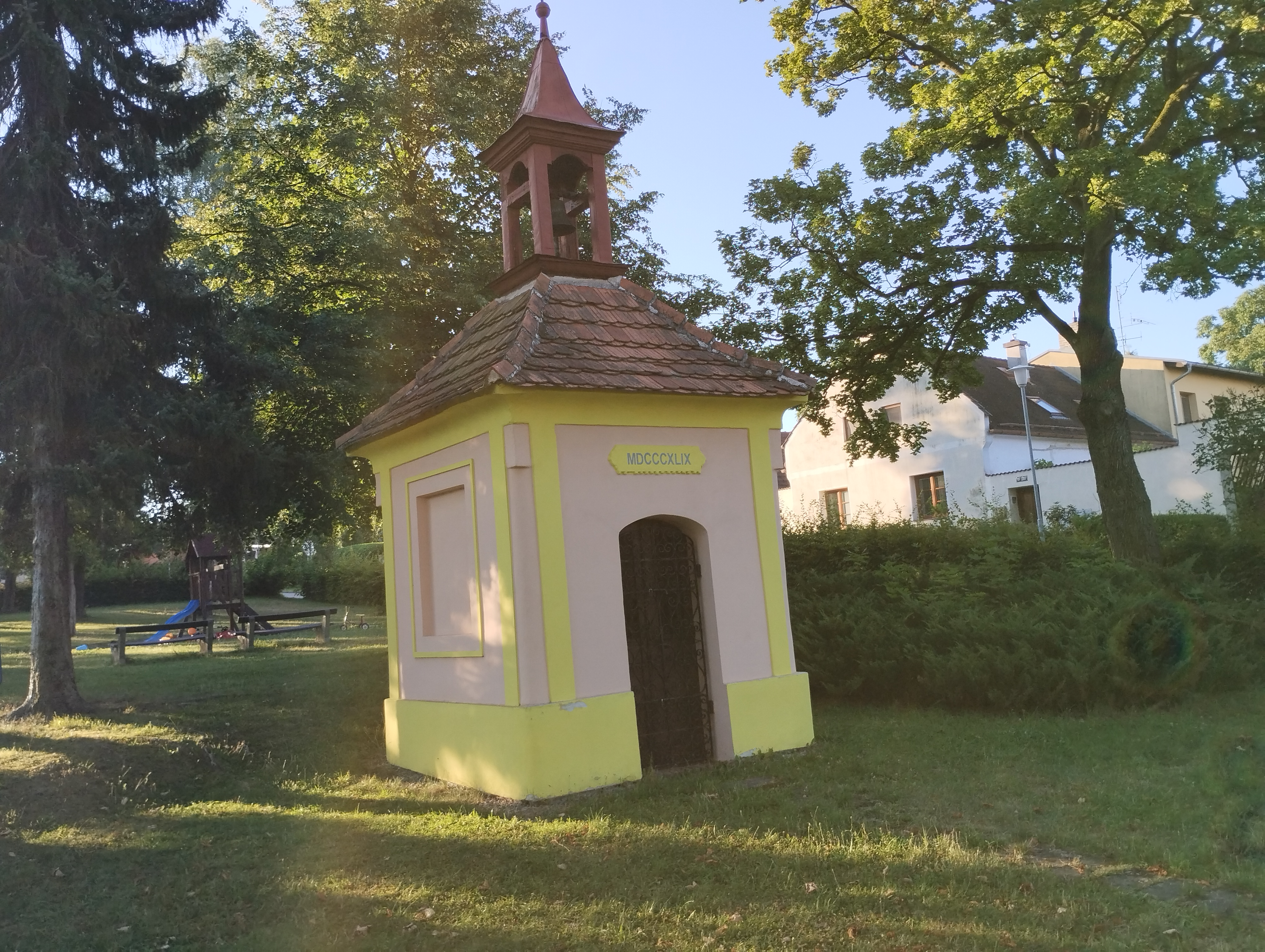
Chapelle au centre de Stará Pohůrka.

## Transports
Par la route, Srubec se trouve à 6,5 km de České Budějovice et à 155 km de Prague.